# Dysstroma admiranda
Dysstroma admiranda är en fjärilsart som beskrevs av Mcdunnough 1927. Dysstroma admiranda ingår i släktet Dysstroma och familjen mätare. Inga underarter finns listade i Catalogue of Life.